# 中央アフリカ帝国

中央アフリカ帝国
Empire Centrafricain (フランス語)

国の標語: Unité, Dignité, Travail（フランス語）
統一、尊厳、労働国歌: La Renaissance（フランス語）
再生 
中央アフリカ帝国の位置

中央アフリカ帝国（ちゅうおうアフリカていこく、フランス語: Empire Centrafricain）は、1976年12月4日に中央アフリカ共和国のジャン＝ベデル・ボカサ大統領が国号の改称を宣言してから、1979年9月20日にクーデターにより帝政崩壊するまでの間に用いられた国号である。

## 概要
ボカサは1976年12月4日に帝国への国号改称を宣言し、ちょうど1年後の1977年12月4日に戴冠式を挙げ、皇帝ボカサ1世となった。戴冠式には国家予算の3分の1にあたる約65億円を費やしたとされる。戴冠式には国際儀礼で皇帝と同格とされる日本の昭和天皇とイランのモハンマド・レザー・パフラヴィーを招待したが、両者とも出席しなかった（ただし祝電は送っており、国号改称も承認された）。旧宗主国のフランスは帝国を承認し、物資援助を続けた。だが、既に帝国は粛清による人材不足、赤字経済が重なり、崩壊への道を辿っていた。
1979年1月、反帝政の学生デモが勃発したが、ボカサ1世はこれを武力鎮圧、約100人の小学生を含むおよそ400人の死者を出した。この後、フランスも帝政打倒を画策、ボカサ1世は新たなる同盟者を求めてリビアに向かった。その訪問中の9月20日、フランス軍の支援を受けたダヴィド・ダッコにより無血クーデター（バラクーダ作戦）が起き、帝政は廃止されて共和制に再度移行し、ボカサはコートジボワールへの亡命を余儀なくされた。数年間の亡命生活の後、ボカサは1986年に帰国、1987年に死刑を宣告されたが、1993年に釈放された。

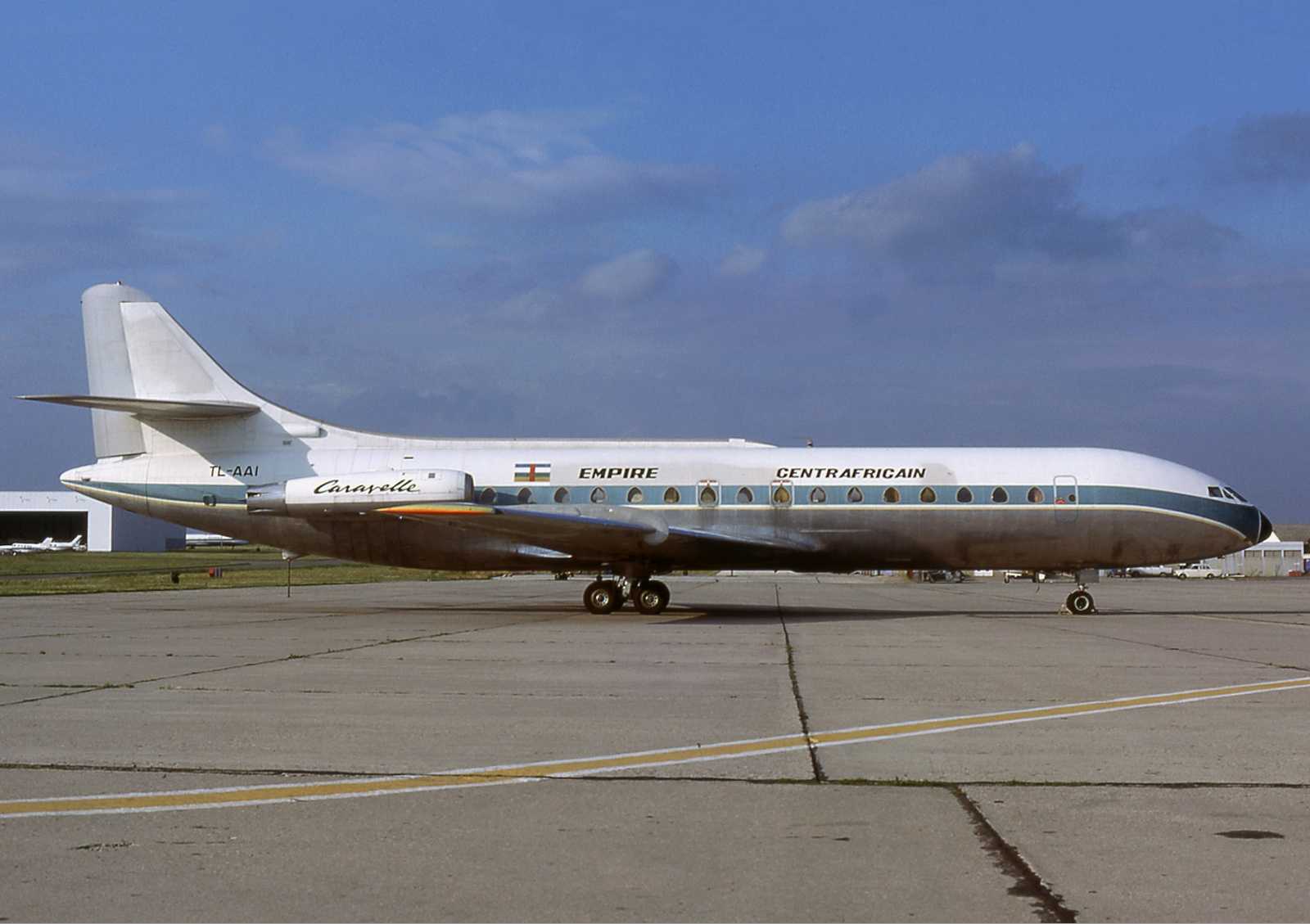
中央アフリカ帝国政府専用機のシュド・カラベル（1977年）